# 岐阜県道・三重県道25号南濃北勢線
岐阜県道・三重県道25号南濃北勢線（ぎふけんどう・みえけんどう25ごう なんのうほくせいせん）は、岐阜県海津市から三重県いなべ市に至る主要地方道（岐阜県道・三重県道）である。
1977年（昭和52年）、三重県道603号・岐阜県道107号北勢庭田線が一般県道から主要地方道へ昇格され、岐阜県道・三重県道25号南濃北勢線となった。
三重県道603号、岐阜県道107号はその後平成時代に別の路線へ割り当てられている。

## 概要
途中にある庭田山頂公園への入口付近の峠（二之瀬越）が県境になる。岐阜県側からこの二之瀬越まではいわゆる「険道」であり、途中に離合が困難な箇所も多い。三重県側は、岐阜県側と比べ勾配も緩やかで道幅も比較的広い。しかし、途中に採石場があるためダンプカーの走行も多く、採石場での発破などもある。
岐阜県側では毎年のようにこの崖道から転落する車両があり、2008年（平成20年）11月にはウサギを避けようとした男性が崖下に転落する事故が発生。三日後にこの男性は救出されたが近くから別の転落したと思われる車と遺体が発見され、さらに別の場所からも車が発見される事象が起こっている。

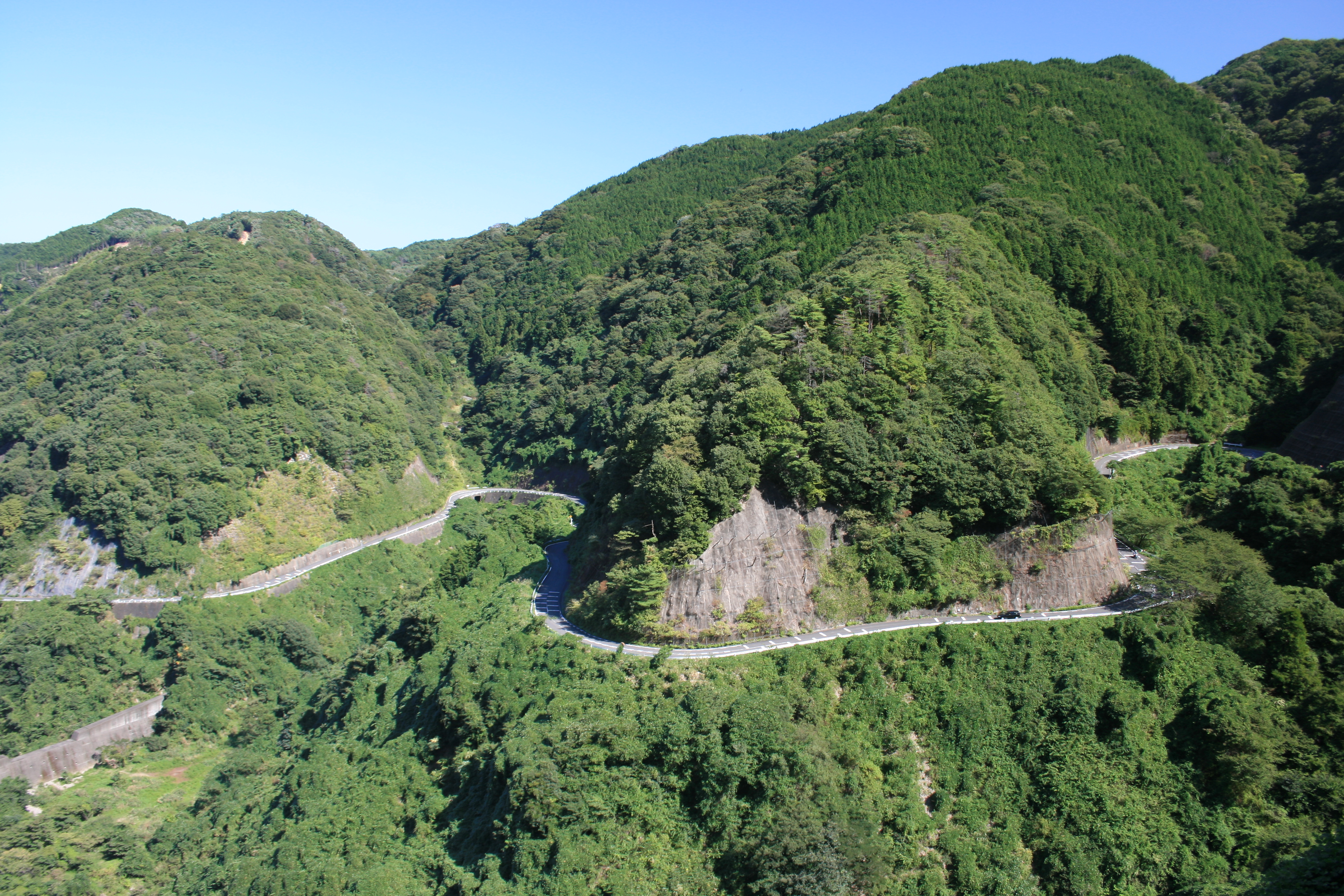
県境より海津市側はカーブが連続する。（岐阜県海津市南濃町庭田）
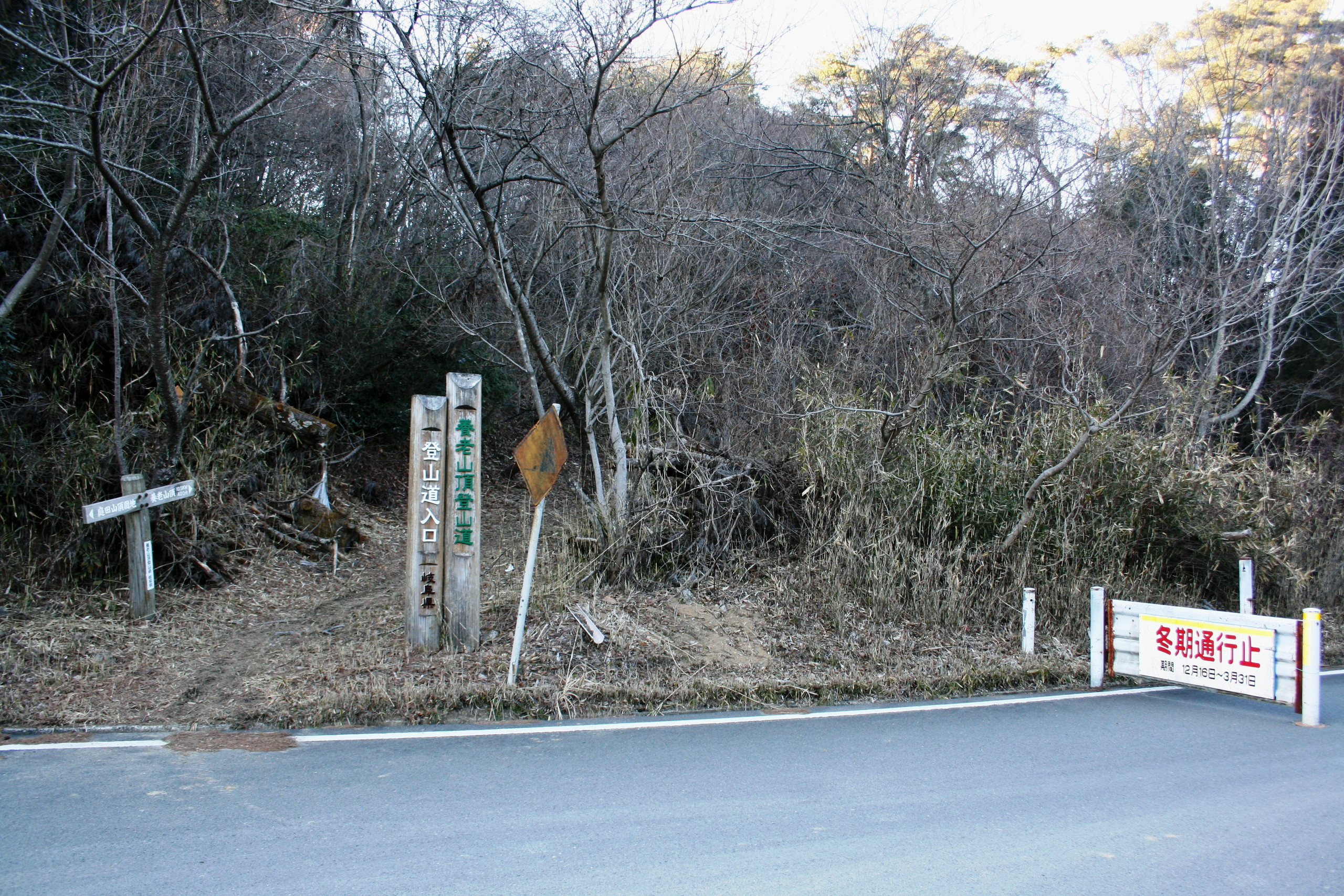
岐阜県と三重県との県境の二之瀬越、養老山地の山上の主な区間は冬期閉鎖となる

### 路線データ
岐阜県法規集に基づく起終点および経過地は次のとおり
- 起点：岐阜県海津市南濃町（岐阜県道56号南濃関ケ原線交点・庭田交差点）
- 終点：三重県いなべ市北勢町（三重県道5号北勢多度線交点・阿下喜交差点）
- 実延長：15.870 km
  - 岐阜県：6.420 km[1]
  - 三重県：9.450 km[2]

## 路線状況

### 冬期閉鎖区間
- 岐阜県海津市南濃町庭田 - 三重県いなべ市北勢町二之瀬（概ね12月 - 3月）

## 地理

### 通過する自治体
- 岐阜県
  - 海津市
- 三重県
  - いなべ市

### 交差する道路

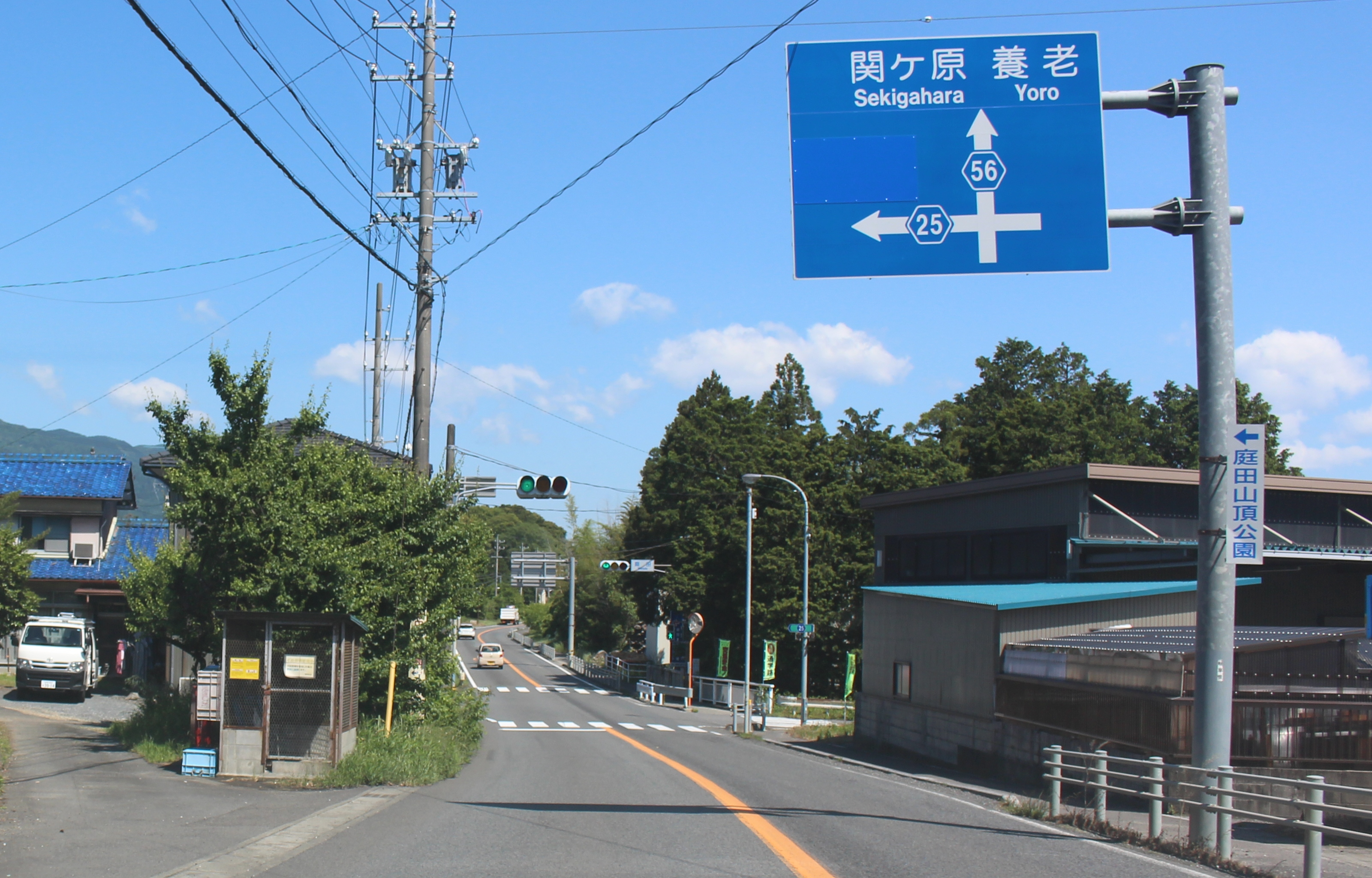
起点：岐阜県海津市南濃町（庭田交差点＝岐阜県道56号南濃関ケ原線）

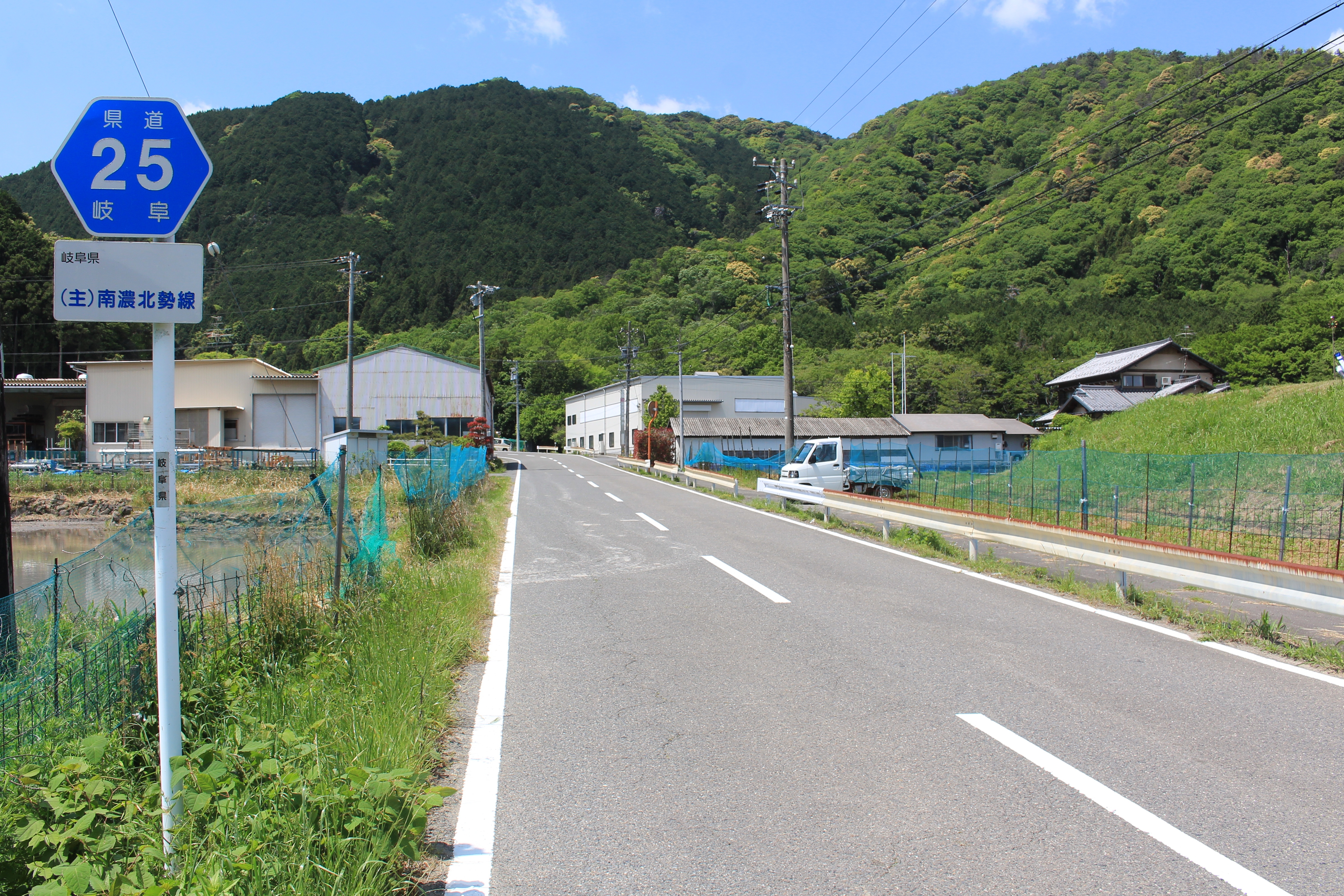
岐阜県海津市南濃町庭田にて

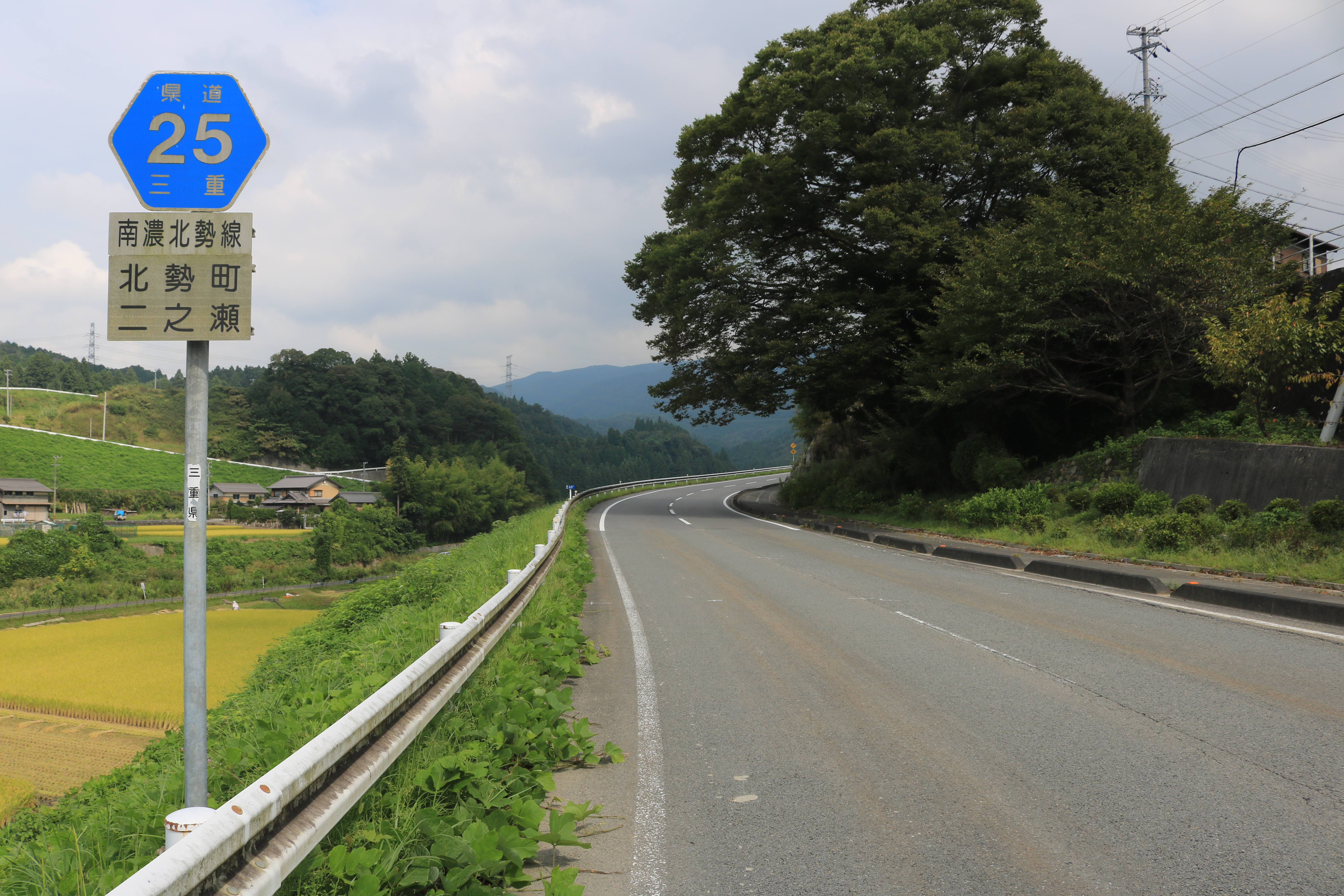
三重県いなべ市北勢町二之瀬にて

- 岐阜県道56号南濃関ケ原線（海津市南濃町庭田、起点）
- 三重県道606号鼎田辺線（いなべ市北勢町田辺）
- 三重県道607号畑毛本郷線・三重県道608号畑毛東貝野阿下喜線（いなべ市北勢町畑毛）
- 三重県道5号北勢多度線（いなべ市、終点）

### 沿線
- 庭田山頂公園
- いなべ市役所新庁舎
- にぎわいの森